# Nagroda Templetona

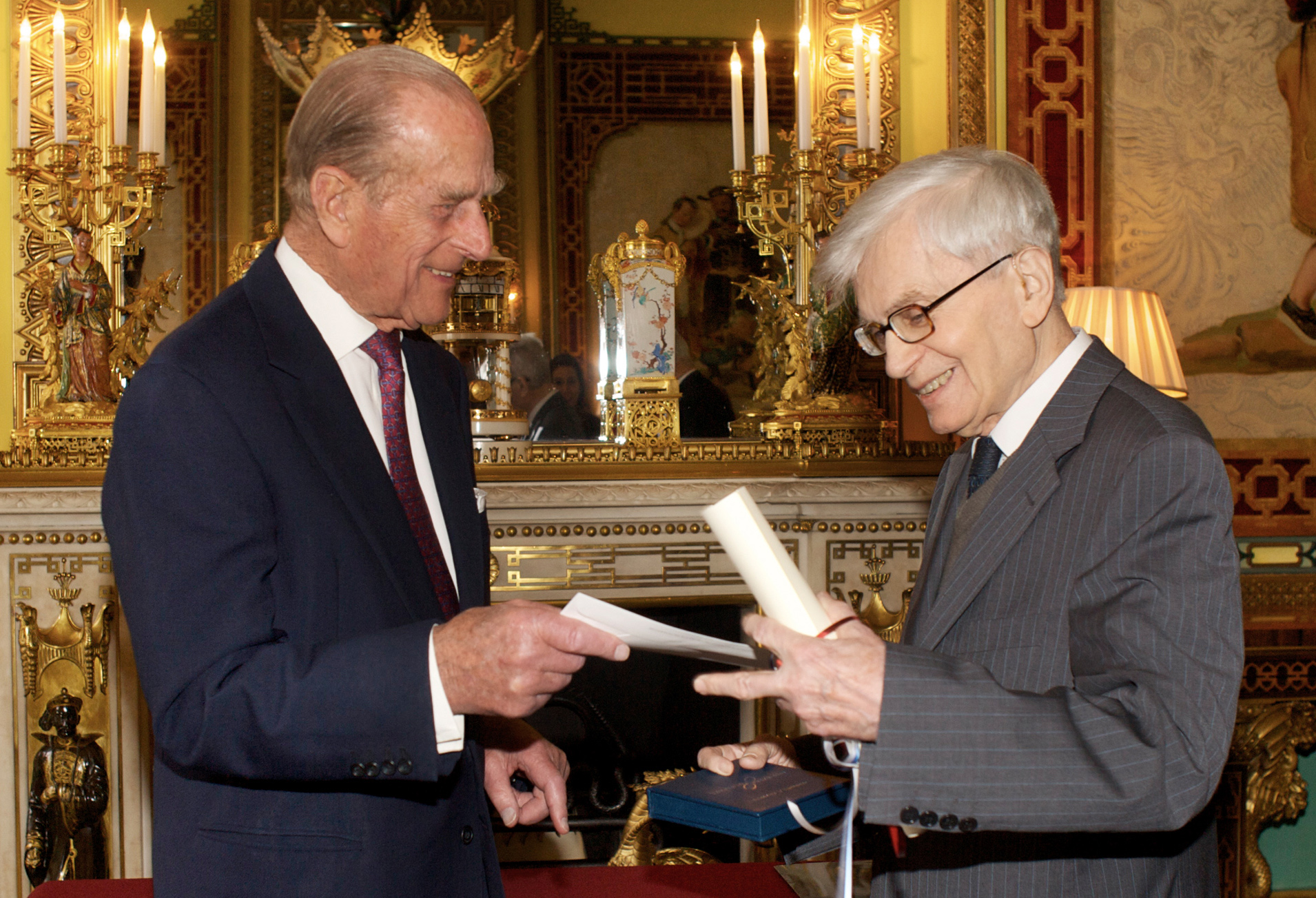
Bernard d'Espagnat odbiera nagrodę Templetona od Filipa, księcia Edynburga w 2009 roku

Nagroda Templetona (ang. Templeton Prize for Progress Toward Research or Discoveries about Spiritual Realities) – ustanowione w 1972 roku wyróżnienie, przyznawane corocznie za „wyjątkowy wkład w afirmację duchowego wymiaru życia poprzez spostrzeżenie, odkrycie lub prace praktyczne”. Nagroda ma postać pieniężną. Jej wartość w roku 2015 wynosiła 1,1 mln funtów. Zwykle jest przyznawana jednej osobie, choć dwukrotnie (w 1989 i 1990) laureatów była dwójka.
Nagrodę przyznaje Fundacja Templetona (nazwa pochodzi od nazwiska Johna Templetona, przedsiębiorcy i filantropa); przez wiele lat wręczał ją Filip (książę Edynburga), podczas ceremonii odbywającej się w Pałacu Buckingham. Kwota nagrody została tak zdefiniowana przez głęboko religijnego fundatora, aby jej wartość finansowa zawsze przekraczała tę nagrody Nobla, która ignoruje duchowość. Przed zmianą, nazwa nagrody brzmiała: Templeton Prize for Progress in Religion, jednak fundacja się z niej wycofała w 2001 roku.
Wśród nagrodzonych Nagrodą Templetona znaleźli się między innymi nobliści (do 2022 roku – sześcioro):
- 1973: Matka Teresa z Kalkuty (nobel pokojowy 1979),
- 1983: Aleksandr Sołżenicyn (nobel literacki 1970),
- 2005: Charles Townes (nobel z fizyki 1964),
- 2012: Tenzin Gjaco (nobel pokojowy 1989),
- 2013: Desmond Tutu (nobel pokojowy 1984),
- 2022: Frank Wilczek (nobel z fizyki 2004).

W 2008 po raz pierwszy nagrodą został uhonorowany Polak – Michał Heller.

## Krytyka
Nagroda jest krytykowana między innymi przez Richarda Dawkinsa, który mówił o niej w swojej książce Bóg urojony, przy odniesieniu do pozycji Plan Stwórcy Paula Daviesa: „jest to znaczna suma pieniędzy, którą Fundacja Templetona co roku przyznaje tym naukowcom, którzy gotowi są powiedzieć coś dobrego o religii”. Implikuje to jego zdaniem, że każdy profesor, który w ten sposób zostałby przekupiony, nie jest w kwestiach intelektualnych uczciwy.
Sean M. Carroll, naukowiec na wydziale fizyki California Institute of Technology, także otwarcie krytykował nagrodę. W 2005 roku stwierdził on: „W ostatnich latach mamy wezbranie historii w znaczących mediach jak to nowe odkrycia w nauce zbliżają współczesną naukę do religii. Oczywiście nie było takich odkryć. Z czym natomiast mamy do czynienia, to pieniądze – kubły i kubły pieniędzy, w dużym stopniu od ludzi Templetona, aby rozdawać nagrody, przeprowadzać konferencje i wspierać naukowców, którzy powiedzą coś miłego o religii”.
W podobnym stylu wypowiada się Jerry Coyne, który podsumowuje, że Fundacja Templetona jest „bardziej podstępna niż kreacjoniści”.

### Odpowiedzi na krytykę
Do krytyki odniósł się Martin Rees – beneficjent nagrody, astronom, były prezes Royal Society, który okazjonalnie chodzi do kościoła pomimo tego, że nie wierzy w Boga ani też nie akceptuje żadnych religijnych dogmatów, gdyż jak sam stwierdził jest to dla niego „tradycyjny rytuał” oraz w jego kościele występuje jeden z najlepszych chórów. Przyjęcie przez siebie nagrody uzasadniał następująco:
„[Działalność naukowa wzbudziła we mnie] podejrzliwość wobec ludzi, którzy wierzą, iż posiadają większe niż niepełne lub metaforyczne rozumienie jakiegokolwiek głębokiego aspektu rzeczywistości. […] Myślę, że wszyscy jesteśmy przejęci fanatyzmem i fundamentalizmem oraz potrzebujemy wszystkich możliwych sprzymierzeńców przeciwko tym zjawiskom.”

## Laureaci
- 1973: Matka Teresa z Kalkuty
- 1974: Roger Louis Schütz-Marsauche („brat Roger”)
- 1975: Sarvepalli Radhakrishnan
- 1976: Léon-Joseph Suenens
- 1977: Chiara Lubich
- 1978: Thomas Torrance(inne języki)
- 1979: Nikkyo Niwano(inne języki)
- 1980: Ralph Wendell Burhoe(inne języki)
- 1981: Cicely Saunders
- 1982: Billy Graham
- 1983: Aleksandr Sołżenicyn
- 1984: Michael Bourdeaux(inne języki)
- 1985: Alister Hardy(inne języki)
- 1986: James I. McCord(inne języki)
- 1987: Stanley Jaki(inne języki)
- 1988: Inamullah Khan(inne języki)
- 1989: Carl Friedrich von Weizsäcker i George MacLeod(inne języki)
- 1990: Baba Amte(inne języki) i Charles Birch
- 1991: Immanuel Jakobovits
- 1992: Kyung-Chik Han(inne języki)
- 1993: Charles Colson(inne języki)
- 1994: Michael Novak
- 1995: Paul Davies
- 1996: Bill Bright
- 1997: Pandurang Shastri Athavale(inne języki)
- 1998: Sigmund Sternberg(inne języki)
- 1999: Ian Barbour(inne języki)
- 2000: Freeman Dyson
- 2001: Arthur Peacocke(inne języki)
- 2002: John Polkinghorne
- 2003: Holmes Rolston III(inne języki)
- 2004: George Ellis
- 2005: Charles Townes
- 2006: John D. Barrow
- 2007: Charles Taylor
- 2008: Michał Heller
- 2009: Bernard d’Espagnat(inne języki)
- 2010: Francisco J. Ayala
- 2011: Martin Rees
- 2012: Tenzin Gjaco
- 2013: Desmond Tutu
- 2014: Tomáš Halík
- 2015: Jean Vanier
- 2016: Jonathan Sacks(inne języki)
- 2017: Alvin Plantinga
- 2018: Abd Allah II ibn Husajn[9]
- 2019: Marcelo Gleiser(inne języki)[10]
- 2020: Francis Collins
- 2021: Jane Goodall
- 2022: Frank Wilczek
- 2023: Edna Adan Ismail[11]
- 2024: Pumla Gobodo-Madikizela
- 2025: Bartłomiej I